# Coupe du monde de football des moins de 16 ans 1989
Navigation
Canada 1987 Italie 1991
La Coupe du monde de football des moins de 16 ans 1989 est la troisième édition de la coupe du monde de football des moins de 17 ans. La phase finale se déroule en Écosse du 10 au 24 juin 1989. Seuls les joueurs nés après le 1er août 1972 peuvent participer au tournoi.
La compétition est marquée par de nombreuses surprises, avec en premier lieu la victoire finale de l'Arabie saoudite. Une autre équipe du Golfe Persique, Bahreïn déjoue les pronostics en terminant en tête de sa poule et en atteignant les demi-finales, après avoir sorti le Brésil en quart de finale.
La finale est disputée à Hampden Park, à Glasgow devant près de 58 000 spectateurs. Elle oppose l'Arabie saoudite au pays organisateur, l'Écosse. C'est le meilleur résultat obtenu par un pays hôte jusqu'alors (performance qui sera égalée en 2009 puis dépassée en 2011 avec la victoire de la sélection mexicaine à domicile).

## Qualification
Les 16 équipes qualifiées pour le tournoi :
- Pays organisateur :  Écosse
- Afrique (CAF) : Tournoi qualificatif de la CAF des moins de 16 ans 1989
  -  Ghana
  -  Guinée
  -  Nigeria
- Asie (AFC) : Coupe d'Asie des nations de football des moins de 16 ans 1988
  -  Arabie saoudite - Vainqueur
  -  Bahreïn - Finaliste
  -  Chine - Troisième
- Amérique du Nord et centrale (CONCACAF) : Championnat d'Amérique du Nord, centrale et Caraïbe de football des moins de 17 ans 1988
  -  Cuba - Vainqueur
  -  États-Unis - Finaliste
  -  Canada - Troisième
- Amérique du Sud (CONMEBOL) : Championnat des moins de 17 ans de la CONMEBOL 1988
  -  Brésil - Vainqueur
  -  Argentine - Finaliste
  -  Colombie - Troisième
- Europe (UEFA) : Championnat d'Europe de football des moins de 17 ans 1989
  -  Portugal - Vainqueur
  -  Allemagne  de l'Est - Finaliste
- Océanie (OFC) : Tournoi qualificatif de l'OFC des moins de 17 ans 1989
  -  Australie - Vainqueur

## Phase finale
Règlement sur le temps de jeu
Dans cette catégorie d'âge, les joueurs disputent deux mi-temps de 40 minutes chacune, et éventuellement une prolongation de deux périodes de 10 minutes chacune, soit un temps règlementaire de 80 minutes, et un total après prolongation éventuelle de 100 minutes.

### Premier tour

#### Groupe A
| Classement final : |         |     |   |   |   |   |    |    |      |
|                    | Équipe  | Pts | J | G | N | P | BP | BC | Diff |
| 1                  | Bahreïn | 5   | 3 | 2 | 1 | 0 | 5  | 1  | +4   |
| 2                  | Écosse  | 4   | 3 | 1 | 2 | 0 | 4  | 1  | +3   |
| 3                  | Ghana   | 2   | 3 | 0 | 2 | 1 | 2  | 3  | -1   |
| 4                  | Cuba    | 1   | 3 | 0 | 1 | 2 | 2  | 8  | -6   |

| 10 juin | Écosse  | 0 | 0 | Ghana  |
|         | Bahreïn | 3 | 0 | Cuba   |
| 12 juin | Écosse  | 3 | 0 | Cuba   |
|         | Bahreïn | 1 | 0 | Ghana  |
| 14 juin | Bahreïn | 1 | 1 | Écosse |
|         | Ghana   | 2 | 1 | Cuba   |

1re journée
| 10 juin 1989 | Écosse  | 0 - 0 | Ghana | Hampden Park, Glasgow                               |                                                     |
| 14:00        |         |       |       | Spectateurs : 6 500 Arbitrage : Armando Pérez Hoyos | Spectateurs : 6 500 Arbitrage : Armando Pérez Hoyos |
| 14:00        | Rapport |       |       | Spectateurs : 6 500 Arbitrage : Armando Pérez Hoyos | Spectateurs : 6 500 Arbitrage : Armando Pérez Hoyos |

| 10 juin 1989 | Bahreïn                                  | 3 - 0 | Cuba | Hampden Park, Glasgow                                      |                                                            |
| 15:45        | Jasem 40e (pen.), 62e (pen.), 76e (pen.) |       |      | Spectateurs : 6 500 Arbitrage : Luís Carlos Félix Ferreira | Spectateurs : 6 500 Arbitrage : Luís Carlos Félix Ferreira |
| 15:45        | Rapport                                  |       |      | Spectateurs : 6 500 Arbitrage : Luís Carlos Félix Ferreira | Spectateurs : 6 500 Arbitrage : Luís Carlos Félix Ferreira |

2e journée
| 12 juin 1989 | Écosse                          | 3 - 0 | Cuba | Fir Park Stadium, Motherwell                    |                                                 |
| 18:30        | Lindsay 30e · McGolrik 32e, 39e |       |      | Spectateurs : 9 000 Arbitrage : Peter Mikkelsen | Spectateurs : 9 000 Arbitrage : Peter Mikkelsen |
| 18:30        | Rapport                         |       |      | Spectateurs : 9 000 Arbitrage : Peter Mikkelsen | Spectateurs : 9 000 Arbitrage : Peter Mikkelsen |

| 12 juin 1989 | Bahreïn     | 1 - 0 | Ghana | Fir Park Stadium, Motherwell                   |                                                |
| 20:15        | Ebrahim 42e |       |       | Spectateurs : 9 000 Arbitrage : Wieland Ziller | Spectateurs : 9 000 Arbitrage : Wieland Ziller |
| 20:15        | Rapport     |       |       | Spectateurs : 9 000 Arbitrage : Wieland Ziller | Spectateurs : 9 000 Arbitrage : Wieland Ziller |

3e journée
| 14 juin 1989 | Bahreïn       | 1 - 1 | Écosse     | Fir Park Stadium, Motherwell                      |                                                   |
| 18:30        | Abdulaziz 33e |       | Beattie 2e | Spectateurs : 13 500 Arbitrage : Ricardo Calábria | Spectateurs : 13 500 Arbitrage : Ricardo Calábria |
| 18:30        | Rapport       |       |            | Spectateurs : 13 500 Arbitrage : Ricardo Calábria | Spectateurs : 13 500 Arbitrage : Ricardo Calábria |

| 14 juin 1989 | Ghana                 | 2 - 2 | Cuba                      | Fir Park Stadium, Motherwell                |                                             |
| 20:15        | Aryee 22e · Asare 72e |       | Zerguera 9e · Rosette 24e | Spectateurs : 13 500 Arbitrage : Gary Fleet | Spectateurs : 13 500 Arbitrage : Gary Fleet |
| 20:15        | Rapport               |       |                           | Spectateurs : 13 500 Arbitrage : Gary Fleet | Spectateurs : 13 500 Arbitrage : Gary Fleet |

#### Groupe B
| Classement final : |                    |     |   |   |   |   |    |    |      |
|                    | Équipe             | Pts | J | G | N | P | BP | BC | Diff |
| 1                  | Allemagne de l'Est | 4   | 3 | 2 | 0 | 1 | 7  | 4  | +3   |
| 2                  | Brésil             | 4   | 3 | 2 | 0 | 1 | 5  | 3  | +2   |
| 3                  | États-Unis         | 3   | 3 | 1 | 1 | 1 | 5  | 7  | -2   |
| 4                  | Australie          | 1   | 3 | 0 | 1 | 2 | 3  | 6  | -3   |

| 10 juin | Allemagne de l'Est | 1 | 0 | Australie  |
|         | Brésil             | 0 | 1 | États-Unis |
| 12 juin | Allemagne de l'Est | 5 | 2 | États-Unis |
|         | Brésil             | 3 | 1 | Australie  |
| 14 juin | Allemagne de l'Est | 1 | 2 | Brésil     |
|         | États-Unis         | 2 | 2 | Australie  |

1re journée
| 10 juin 1989 | Allemagne de l'Est | 1 - 0 | Australie | Pittodrie Stadium, Aberdeen                     |                                                 |
| 14:00        | Manke 51e          |       |           | Spectateurs : 3 300 Arbitrage : James McCluskey | Spectateurs : 3 300 Arbitrage : James McCluskey |
| 14:00        | Rapport            |       |           | Spectateurs : 3 300 Arbitrage : James McCluskey | Spectateurs : 3 300 Arbitrage : James McCluskey |

| 10 juin 1989 | Brésil  | 0 - 1 | États-Unis  | Pittodrie Stadium, Aberdeen                   |                                               |
| 15:45        |         |       | I. Baba 37e | Spectateurs : 3 300 Arbitrage : Mohamed Hafez | Spectateurs : 3 300 Arbitrage : Mohamed Hafez |
| 15:45        | Rapport |       |             | Spectateurs : 3 300 Arbitrage : Mohamed Hafez | Spectateurs : 3 300 Arbitrage : Mohamed Hafez |

2e journée
| 12 juin 1989 | Allemagne de l'Est                                  | 5 - 2 | États-Unis             | Pittodrie Stadium, Aberdeen                      |                                                  |
| 18:30        | Konetzke 7e, 33e · Seifert 12e, 31e · Rydlewicz 45e |       | N. Baba 36e · Wood 76e | Spectateurs : 2 300 Arbitrage : Mohd Noor Jaafar | Spectateurs : 2 300 Arbitrage : Mohd Noor Jaafar |
| 18:30        | Rapport                                             |       |                        | Spectateurs : 2 300 Arbitrage : Mohd Noor Jaafar | Spectateurs : 2 300 Arbitrage : Mohd Noor Jaafar |

| 12 juin 1989 | Brésil                       | 3 - 1 | Australie  | Pittodrie Stadium, Aberdeen                    |                                                |
| 20:15        | Carlos 11e, 34e · Marcio 36e |       | Corica 50e | Spectateurs : 2 300 Arbitrage : David Brimmitt | Spectateurs : 2 300 Arbitrage : David Brimmitt |
| 20:15        | Rapport                      |       |            | Spectateurs : 2 300 Arbitrage : David Brimmitt | Spectateurs : 2 300 Arbitrage : David Brimmitt |

3e journée
| 14 juin 1989 | Allemagne de l'Est | 1 - 2 | Brésil               | Pittodrie Stadium, Aberdeen                         |                                                     |
| 18:30        | Knuth 29e          |       | Marcio 4e · Fred 70e | Spectateurs : 3 500 Arbitrage : Jean-Marie Lartigot | Spectateurs : 3 500 Arbitrage : Jean-Marie Lartigot |
| 18:30        | Rapport            |       |                      | Spectateurs : 3 500 Arbitrage : Jean-Marie Lartigot | Spectateurs : 3 500 Arbitrage : Jean-Marie Lartigot |

| 14 juin 1989 | États-Unis            | 2 - 2 | Australie                | Pittodrie Stadium, Aberdeen                   |                                               |
| 20:15        | Wood 6e · Haskins 70e |       | Pangallo 71e · Suzor 73e | Spectateurs : 3 500 Arbitrage : Vic Dalgleich | Spectateurs : 3 500 Arbitrage : Vic Dalgleich |
| 20:15        | Rapport               |       |                          | Spectateurs : 3 500 Arbitrage : Vic Dalgleich | Spectateurs : 3 500 Arbitrage : Vic Dalgleich |

#### Groupe C
| Classement final : |           |     |   |   |   |   |    |    |      |
|                    | Équipe    | Pts | J | G | N | P | BP | BC | Diff |
| 1                  | Nigeria   | 5   | 3 | 2 | 1 | 0 | 7  | 0  | +7   |
| 2                  | Argentine | 4   | 3 | 1 | 2 | 0 | 4  | 1  | +3   |
| 3                  | Chine     | 3   | 3 | 1 | 1 | 1 | 1  | 3  | -2   |
| 4                  | Canada    | 0   | 3 | 0 | 0 | 3 | 1  | 9  | -8   |

| 10 juin | Argentine | 0 | 0 | Chine     |
|         | Nigeria   | 4 | 0 | Canada    |
| 12 juin | Nigeria   | 0 | 0 | Argentine |
|         | Chine     | 1 | 0 | Canada    |
| 14 juin | Argentine | 4 | 1 | Canada    |
|         | Nigeria   | 3 | 0 | Chine     |

1re journée
| 10 juin 1989 | Argentine | 0 - 0 | Chine | Dens Park, Dundee                                  |                                                    |
| 14:00        |           |       |       | Spectateurs : 5 000 Arbitrage : Juan Pablo Escobar | Spectateurs : 5 000 Arbitrage : Juan Pablo Escobar |
| 14:00        | Rapport   |       |       | Spectateurs : 5 000 Arbitrage : Juan Pablo Escobar | Spectateurs : 5 000 Arbitrage : Juan Pablo Escobar |

| 10 juin 1989 | Nigeria                                       | 4 - 0 | Canada | Dens Park, Dundee                              |                                                |
| 15:45        | Keshiro 27e, 75e · Ogotunasi 56e · Ikpeba 78e |       |        | Spectateurs : 5 000 Arbitrage : Mohamed Riyahi | Spectateurs : 5 000 Arbitrage : Mohamed Riyahi |
| 15:45        | Rapport                                       |       |        | Spectateurs : 5 000 Arbitrage : Mohamed Riyahi | Spectateurs : 5 000 Arbitrage : Mohamed Riyahi |

2e journée
| 12 juin 1989 | Argentine | 0 - 0 | Nigeria | Dens Park, Dundee                                   |                                                     |
| 18:30        |           |       |         | Spectateurs : 6 000 Arbitrage : Jean-Marie Lartigot | Spectateurs : 6 000 Arbitrage : Jean-Marie Lartigot |
| 18:30        | Rapport   |       |         | Spectateurs : 6 000 Arbitrage : Jean-Marie Lartigot | Spectateurs : 6 000 Arbitrage : Jean-Marie Lartigot |

| 12 juin 1989 | Chine        | 1 - 0 | Canada | Dens Park, Dundee                                      |                                                        |
| 20:15        | Gao Feng 34e |       |        | Spectateurs : 6 000 Arbitrage : Dodji Hounnake-Kouassi | Spectateurs : 6 000 Arbitrage : Dodji Hounnake-Kouassi |
| 20:15        | Rapport      |       |        | Spectateurs : 6 000 Arbitrage : Dodji Hounnake-Kouassi | Spectateurs : 6 000 Arbitrage : Dodji Hounnake-Kouassi |

3e journée
| 14 juin 1989 | Argentine                                             | 4 - 1 | Canada     | Dens Park, Dundee                            |                                              |
| 18:30        | Paris 32e · Castro 38e · Castagno 40e · D'Ascagno 74e |       | Medero 19e | Spectateurs : 6 000 Arbitrage : Ally Hafidhi | Spectateurs : 6 000 Arbitrage : Ally Hafidhi |
| 18:30        | Rapport                                               |       |            | Spectateurs : 6 000 Arbitrage : Ally Hafidhi | Spectateurs : 6 000 Arbitrage : Ally Hafidhi |

| 14 juin 1989 | Nigeria                             | 3 - 0 | Chine | Dens Park, Dundee                              |                                                |
| 20:15        | Fetuga 12e · Ikpeba 22e · Omoru 39e |       |       | Spectateurs : 6 000 Arbitrage : Wieland Ziller | Spectateurs : 6 000 Arbitrage : Wieland Ziller |
| 20:15        | Rapport                             |       |       | Spectateurs : 6 000 Arbitrage : Wieland Ziller | Spectateurs : 6 000 Arbitrage : Wieland Ziller |

#### Groupe D
| Classement final : |                 |     |   |   |   |   |    |    |      |
|                    | Équipe          | Pts | J | G | N | P | BP | BC | Diff |
| 1                  | Portugal        | 4   | 3 | 1 | 2 | 0 | 6  | 5  | +1   |
| 2                  | Arabie saoudite | 4   | 3 | 1 | 2 | 0 | 5  | 4  | +1   |
| 3                  | Guinée          | 3   | 3 | 0 | 3 | 0 | 4  | 4  | 0    |
| 4                  | Colombie        | 1   | 3 | 0 | 1 | 2 | 3  | 5  | -2   |

| 10 juin | Guinée          | 1 | 1 | Colombie        |
|         | Portugal        | 2 | 2 | Arabie saoudite |
| 12 juin | Arabie saoudite | 2 | 2 | Guinée          |
|         | Portugal        | 3 | 2 | Colombie        |
| 14 juin | Portugal        | 1 | 1 | Guinée          |
|         | Arabie saoudite | 1 | 0 | Colombie        |

1re journée
| 10 juin 1989 | Guinée    | 1 - 1 | Colombie          | Tynecastle Stadium, Édimbourg                  |                                                |
| 14:00        | Camara 2e |       | Gaibao 60e (pen.) | Spectateurs : 2 000 Arbitrage : David Brummitt | Spectateurs : 2 000 Arbitrage : David Brummitt |
| 14:00        | Rapport   |       |                   | Spectateurs : 2 000 Arbitrage : David Brummitt | Spectateurs : 2 000 Arbitrage : David Brummitt |

| 10 juin 1989 | Portugal                  | 2 - 2 | Arabie saoudite      | Tynecastle Stadium, Édimbourg                    |                                                  |
| 15:45        | Figo 17e (pen.) · Gil 23e |       | Al-Shamrani 60e, 80e | Spectateurs : 2 000 Arbitrage : Ricardo Calábria | Spectateurs : 2 000 Arbitrage : Ricardo Calábria |
| 15:45        | Rapport                   |       |                      | Spectateurs : 2 000 Arbitrage : Ricardo Calábria | Spectateurs : 2 000 Arbitrage : Ricardo Calábria |

2e journée
| 12 juin 1989 | Arabie saoudite                   | 2 - 2 | Guinée                  | Tynecastle Stadium, Édimbourg                     |                                                   |
| 18:30        | Fofana 52e (csc) · Al-Romaihi 71e |       | Oularé 56e · Camara 62e | Spectateurs : 2 800 Arbitrage : Arlington Success | Spectateurs : 2 800 Arbitrage : Arlington Success |
| 18:30        | Rapport                           |       |                         | Spectateurs : 2 800 Arbitrage : Arlington Success | Spectateurs : 2 800 Arbitrage : Arlington Success |

| 12 juin 1989 | Portugal                                 | 3 - 2 | Colombie               | Tynecastle Stadium, Édimbourg              |                                            |
| 20:15        | Canate 2e (csc) · Gil 44e · Adalbert 78e |       | Moreno 27e · Nieto 79e | Spectateurs : 2 800 Arbitrage : Arie Frost | Spectateurs : 2 800 Arbitrage : Arie Frost |
| 20:15        | Rapport                                  |       |                        | Spectateurs : 2 800 Arbitrage : Arie Frost | Spectateurs : 2 800 Arbitrage : Arie Frost |

3e journée
| 14 juin 1989 | Portugal     | 1 - 1 | Guinée     | Tynecastle Stadium, Édimbourg                   |                                                 |
| 18:30        | Lourenço 80e |       | Camara 24e | Spectateurs : 4 000 Arbitrage : James McCluskey | Spectateurs : 4 000 Arbitrage : James McCluskey |
| 18:30        | Rapport      |       |            | Spectateurs : 4 000 Arbitrage : James McCluskey | Spectateurs : 4 000 Arbitrage : James McCluskey |

| 14 juin 1989 | Arabie saoudite | 1 - 0 | Colombie | Tynecastle Stadium, Édimbourg                  |                                                |
| 20:15        | Al-Romaihi 80e  |       |          | Spectateurs : 4 000 Arbitrage : Mohamed Haifez | Spectateurs : 4 000 Arbitrage : Mohamed Haifez |
| 20:15        | Rapport         |       |          | Spectateurs : 4 000 Arbitrage : Mohamed Haifez | Spectateurs : 4 000 Arbitrage : Mohamed Haifez |

### Tableau final
|  | Quarts de finale     | Quarts de finale     | Quarts de finale     | Quarts de finale     |                 |                 | Demi-finales         | Demi-finales         | Demi-finales                  | Demi-finales                  |                               |                               | Finale              | Finale              | Finale              | Finale              |
|  |                      |                      |                      |                      |                 |                 |                      |                      |                               |                               |                               |                               |                     |                     |                     |                     |
|  | 17 juin - Motherwell | 17 juin - Motherwell | 17 juin - Motherwell | 17 juin - Motherwell |                 |                 | 20 juin - Motherwell | 20 juin - Motherwell | 20 juin - Motherwell          | 20 juin - Motherwell          |                               |                               | 24 juin - Édimbourg | 24 juin - Édimbourg | 24 juin - Édimbourg | 24 juin - Édimbourg |
|  | 17 juin - Motherwell | 17 juin - Motherwell | 17 juin - Motherwell | 17 juin - Motherwell |                 |                 | 20 juin - Motherwell | 20 juin - Motherwell | 20 juin - Motherwell          | 20 juin - Motherwell          |                               |                               | 24 juin - Édimbourg | 24 juin - Édimbourg | 24 juin - Édimbourg | 24 juin - Édimbourg |
|  | Bahreïn              | Bahreïn              | 0ap (4)              | 0ap (4)              |                 |                 | 20 juin - Motherwell | 20 juin - Motherwell | 20 juin - Motherwell          | 20 juin - Motherwell          |                               |                               | 24 juin - Édimbourg | 24 juin - Édimbourg | 24 juin - Édimbourg | 24 juin - Édimbourg |
|  | Bahreïn              | Bahreïn              | 0ap (4)              | 0ap (4)              |                 |                 | 20 juin - Motherwell | 20 juin - Motherwell | 20 juin - Motherwell          | 20 juin - Motherwell          |                               |                               | 24 juin - Édimbourg | 24 juin - Édimbourg | 24 juin - Édimbourg | 24 juin - Édimbourg |
|  | Brésil               | Brésil               | 0 tab(1)             | 0 tab(1)             |                 |                 | 20 juin - Motherwell | 20 juin - Motherwell | 20 juin - Motherwell          | 20 juin - Motherwell          |                               |                               | 24 juin - Édimbourg | 24 juin - Édimbourg | 24 juin - Édimbourg | 24 juin - Édimbourg |
|  | Brésil               | Brésil               | 0 tab(1)             | 0 tab(1)             | Bahreïn         | Bahreïn         | 0                    | 0                    |                               |                               |                               |                               | 24 juin - Édimbourg | 24 juin - Édimbourg | 24 juin - Édimbourg | 24 juin - Édimbourg |
|  | 17 juin - Dundee     |                      |                      |                      | Bahreïn         | Bahreïn         | 0                    | 0                    |                               |                               |                               |                               | 24 juin - Édimbourg | 24 juin - Édimbourg | 24 juin - Édimbourg | 24 juin - Édimbourg |
|  |                      |                      | Arabie saoudite      | Arabie saoudite      | 1               | 1               |                      |                      |                               |                               |                               |                               | 24 juin - Édimbourg | 24 juin - Édimbourg | 24 juin - Édimbourg | 24 juin - Édimbourg |
|  | Nigeria              | Nigeria              | Arabie saoudite      | Arabie saoudite      | 1               | 1               | 0ap (0)              | 0ap (0)              |                               |                               |                               |                               | 24 juin - Édimbourg | 24 juin - Édimbourg | 24 juin - Édimbourg | 24 juin - Édimbourg |
|  | Nigeria              | Nigeria              | 20 juin - Édimbourg  |                      |                 |                 | 0ap (0)              | 0ap (0)              |                               |                               |                               |                               | 24 juin - Édimbourg | 24 juin - Édimbourg | 24 juin - Édimbourg | 24 juin - Édimbourg |
|  | Arabie saoudite      | Arabie saoudite      | 0 tab(2)             | 0 tab(2)             |                 |                 |                      |                      |                               |                               |                               |                               | 24 juin - Édimbourg | 24 juin - Édimbourg | 24 juin - Édimbourg | 24 juin - Édimbourg |
|  | Arabie saoudite      | Arabie saoudite      | 0 tab(2)             | 0 tab(2)             | Arabie saoudite | Arabie saoudite | 2ap (5)              | 2ap (5)              |                               |                               |                               |                               |                     |                     |                     |                     |
|  | 17 juin - Aberdeen   |                      |                      |                      | Arabie saoudite | Arabie saoudite | 2ap (5)              | 2ap (5)              |                               |                               |                               |                               |                     |                     |                     |                     |
|  |                      |                      | Écosse               | Écosse               | 2 tab(4)        | 2 tab(4)        |                      |                      |                               |                               |                               |                               |                     |                     |                     |                     |
|  | Allemagne de l'Est   | Allemagne de l'Est   | Écosse               | Écosse               | 2 tab(4)        | 2 tab(4)        | 0                    | 0                    |                               |                               |                               |                               |                     |                     |                     |                     |
|  | Allemagne de l'Est   | Allemagne de l'Est   |                      |                      |                 |                 |                      |                      |                               |                               |                               |                               |                     |                     |                     |                     |
|  | Écosse               | Écosse               | 1                    | 1                    |                 |                 |                      |                      |                               |                               |                               |                               |                     |                     |                     |                     |
|  | Écosse               | Écosse               | 1                    | 1                    | Écosse          | Écosse          | 1                    | 1                    | Match pour la troisième place | Match pour la troisième place | Match pour la troisième place | Match pour la troisième place |                     |                     |                     |                     |
|  | 17 juin - Édimbourg  |                      |                      |                      | Écosse          | Écosse          | 1                    | 1                    | Match pour la troisième place | Match pour la troisième place | Match pour la troisième place | Match pour la troisième place |                     |                     |                     |                     |
|  |                      |                      | Portugal             | Portugal             | 0               | 0               |                      |                      | 23 juin - Glasgow             | 23 juin - Glasgow             | 23 juin - Glasgow             | 23 juin - Glasgow             |                     |                     |                     |                     |
|  | Portugal             | Portugal             | Portugal             | Portugal             | 0               | 0               | 2                    | 2                    | 23 juin - Glasgow             | 23 juin - Glasgow             | 23 juin - Glasgow             | 23 juin - Glasgow             |                     |                     |                     |                     |
|  | Portugal             | Portugal             |                      |                      |                 |                 |                      | 2                    |                               |                               | Bahreïn                       | Bahreïn                       | 0                   | 0                   |                     |                     |
|  | Argentine            | Argentine            | 1                    | 1                    |                 |                 |                      |                      |                               |                               | Bahreïn                       | Bahreïn                       | 0                   | 0                   |                     |                     |
|  | Argentine            | Argentine            | 1                    | 1                    | Portugal        | Portugal        | 3                    | 3                    |                               |                               |                               |                               |                     |                     |                     |                     |
|  |                      |                      |                      |                      |                 |                 |                      |                      |                               |                               |                               |                               |                     |                     |                     |                     |

#### Quarts de finale
| 17 juin 1989 | Bahreïn           | 0 - 0 a. p. | Brésil | Fir Park Stadium, Motherwell                 |                                              |
| 14:00        |                   |             |        | Spectateurs : 9 500 Arbitrage : Ally Hafidhi | Spectateurs : 9 500 Arbitrage : Ally Hafidhi |
| 14:00        | Rapport           |             |        | Spectateurs : 9 500 Arbitrage : Ally Hafidhi | Spectateurs : 9 500 Arbitrage : Ally Hafidhi |
| 14:00        | Tirs au but 4 - 1 |             |        | Spectateurs : 9 500 Arbitrage : Ally Hafidhi | Spectateurs : 9 500 Arbitrage : Ally Hafidhi |

| 17 juin 1989 | Allemagne de l'Est | 0 - 1 | Écosse      | Pittodrie Stadium, Aberdeen                         |                                                     |
| 15:45        |                    |       | Lindsay 80e | Spectateurs : 10 200 Arbitrage : Juan Pablo Escobar | Spectateurs : 10 200 Arbitrage : Juan Pablo Escobar |
| 15:45        | Rapport            |       |             | Spectateurs : 10 200 Arbitrage : Juan Pablo Escobar | Spectateurs : 10 200 Arbitrage : Juan Pablo Escobar |

| 17 juin 1989 | Nigeria           | 0 - 0 a. p. | Arabie saoudite | Dens Park, Dundee                                   |                                                     |
| 18:30        |                   |             |                 | Spectateurs : 5 500 Arbitrage : Armando Pérez Hoyos | Spectateurs : 5 500 Arbitrage : Armando Pérez Hoyos |
| 18:30        | Rapport           |             |                 | Spectateurs : 5 500 Arbitrage : Armando Pérez Hoyos | Spectateurs : 5 500 Arbitrage : Armando Pérez Hoyos |
| 18:30        | Tirs au but 0 - 2 |             |                 | Spectateurs : 5 500 Arbitrage : Armando Pérez Hoyos | Spectateurs : 5 500 Arbitrage : Armando Pérez Hoyos |

| 17 juin 1989 | Portugal              | 2 - 1 | Argentine  | Tynecastle Stadium, Édimbourg              |                                            |
| 20:15        | Figo 23e · Tulipa 46e |       | Selenzo 8e | Spectateurs : 5 000 Arbitrage : Arie Frost | Spectateurs : 5 000 Arbitrage : Arie Frost |
| 20:15        | Rapport               |       |            | Spectateurs : 5 000 Arbitrage : Arie Frost | Spectateurs : 5 000 Arbitrage : Arie Frost |

#### Demi-finales
| 20 juin 1989 | Bahreïn | 0 - 1 | Arabie saoudite | Fir Park Stadium, Motherwell                   |                                                |
| 20:15        |         |       | Al-Anoud 47e    | Spectateurs : 9 000 Arbitrage : Wieland Ziller | Spectateurs : 9 000 Arbitrage : Wieland Ziller |
| 20:15        | Rapport |       |                 | Spectateurs : 9 000 Arbitrage : Wieland Ziller | Spectateurs : 9 000 Arbitrage : Wieland Ziller |

| 20 juin 1989 | Portugal | 0 - 1 | Écosse      | Tynecastle Stadium, Édimbourg                        |                                                      |
| 20:15        |          |       | O'Neill 54e | Spectateurs : 29 000 Arbitrage : Jean-Marie Lartigot | Spectateurs : 29 000 Arbitrage : Jean-Marie Lartigot |
| 20:15        | Rapport  |       |             | Spectateurs : 29 000 Arbitrage : Jean-Marie Lartigot | Spectateurs : 29 000 Arbitrage : Jean-Marie Lartigot |

#### Match pour la3eplace
| 23 juin 1989 | Bahreïn | 0 - 3 | Portugal                  | Tynecastle Stadium, Édimbourg                |                                              |
| 20:15        |         |       | Tulipa 24e, 64e · Gil 52e | Spectateurs : 2 000 Arbitrage : Ally Hafidhi | Spectateurs : 2 000 Arbitrage : Ally Hafidhi |
| 20:15        | Rapport |       |                           | Spectateurs : 2 000 Arbitrage : Ally Hafidhi | Spectateurs : 2 000 Arbitrage : Ally Hafidhi |

#### Finale
| 24 juin 1989 | Arabie saoudite             | 2 - 2 a. p. | Écosse                      | Hampden Park, Glasgow                               |                                                     |
| 20:15        | Sulaiman 59e · Al-Terei 69e |             | Downie 7e · Paul Dickov 25e | Spectateurs : 58 000 Arbitrage : Juan Pablo Escobar | Spectateurs : 58 000 Arbitrage : Juan Pablo Escobar |
| 20:15        | Rapport                     |             |                             | Spectateurs : 58 000 Arbitrage : Juan Pablo Escobar | Spectateurs : 58 000 Arbitrage : Juan Pablo Escobar |
| 20:15        | Tirs au but 5 - 4           |             |                             | Spectateurs : 58 000 Arbitrage : Juan Pablo Escobar | Spectateurs : 58 000 Arbitrage : Juan Pablo Escobar |

## Récompenses

### Meilleurs buteurs
| Place | Nom               | Équipe          | Buts |
| 1     | Fodé Camara       | Guinée          | 3    |
| 2     | Khaled Al-Romaihi | Arabie saoudite | 3    |
| 3     | Gil               | Portugal        | 3    |
| 4     | Tulipa            | Portugal        | 3    |
| 5     | Khaled Jasem      | Bahreïn         | 3    |

### Meilleur joueur
Pour la première fois dans la compétition, la FIFA remet un Ballon d'Or au meilleur joueur du tournoi. Pour cette édition, c'est l'Écossais James Will, finaliste avec son équipe, qui reçoit le trophée.

### Prix du fair-play FIFA
C'est la sélection de Bahreïn qui reçoit le prix du fair-play de la part d'un jury. Ce prix récompense l'état d'esprit et le jeu « propre » de l'équipe.